# Греція на літніх Олімпійських іграх 1996
Греція на літніх Олімпійських іграх 1996 була представлена 121 спортсменом у 18 видах спорту і виборола 8 медалей.

## Медалісти
Золото
| Золото |                       |                                 |
| №      | Спортсмени            | Вид спорту (дисципліна)         |
| 1      | Ніколаос Какламанакіс | Вітрильний спорт                |
| 2      | Іоанніс Мелісанідіс   | Спортивна гімнастика (чоловіки) |
| 3      | Піррос Дімас          | Важка алтетика                  |
| 4      | Кахі Кахіашвілі       | Важка алтетика                  |

Срібло
| Срібло |                   |                                   |
| №      | Спортсмени        | Вид спорту (дисципліна)           |
| 1      | Нікі Бакоянні     | Легка алтетика (стрибки в висоту) |
| 2      | Леонідас Сампаніс | Важка алтетика                    |
| 3      | Валеріос Леонідіс | Важка алтетика                    |
| 4      | Леонідіас Кокас   | Важка алтетика                    |

## Інші результати
- Дзюдоїст Хараламбос Папаіоанну у важкій ваговій категорії посів 7 місце[2].